# Ferreiravella
Ferreiravella(llamada oficialmente San Xillao de Ferreiravella) es una parroquia española del municipio de Riotorto, en la provincia de Lugo, Galicia.

## Otras denominaciones
La parroquia también es conocida por los nombres de San Xulián de Ferreirabella y San Xulián de Ferreiravella.

## Organización territorial
La parroquia está formada por seis entidades de población, constando cinco de ellas en el nomenclátor del Instituto Nacional de Estadística español:
- A Granxa*
- Chairas e Granxa (As Chairas)*
- Mazo (O Mazo)
- Pouxaneiro (O Pouxaneiro)
- Ribadiña (A Ribadiña)
- Soutelo

## Demografía
| Gráfica de evolución demográfica de Ferreiravella entre 2000 y 2021 |
|                                                                     |
| Datos según el nomenclátor publicado por el INE.                    |